# Tipula subintacta
Tipula subintacta är en tvåvingeart som beskrevs av Alexander 1936. Tipula subintacta ingår i släktet Tipula och familjen storharkrankar. Inga underarter finns listade i Catalogue of Life.